# Gymnopilus subfulgens
Gymnopilus subfulgens là một loài nấm thuộc họ Cortinariaceae.